# Coleophora castalia
Coleophora castalia é uma espécie de mariposa do gênero Coleophora pertencente à família Coleophoridae.